# Antona abdominalis
Antona abdominalis är en fjärilsart som beskrevs av Felix Bryk 1953. Antona abdominalis ingår i släktet Antona och familjen björnspinnare. Inga underarter finns listade i Catalogue of Life.